# ویلوورد
شهر ویلوورد (به فرانسوی: Vilvoorde) در ناحیه اداری ال-ویلوورد  در استان فلومیش بربان  در منطقه فلاندری در کشور بلژیک واقع شده‌است.